# Нилстон
Нилстон (скотс Neilstoun, гэльск. Baile Nèill, англ. Neilston) — деревня и община в округе Ист-Ренфрушир, на западе среднешотландской низменности в Шотландии. 
Нилстон расположен в долине реки Леверн, в 2 мили (3,2 км) к юго-западу от Бархеда, последнего оставшегося города в Большом Глазго, где действуют трамваи, в 3¾ милях к югу от Пейсли и в 5¾ милях к юго-юго-западу от Ренфру, на юго-западной окраине агломерации Большого Глазго. Нилстон — спальный посёлок с постоянным населением чуть более 5000 человек.
Нилстон упоминается в документах XII века, когда феодал Роберт де Крок пожертвовал часовню аббатству Пейсли на севере. Говорят, что приходская церковь Нилстона — памятник архитектуры категории B — находится на месте этой первоначальной часовни и является центром общины с 1163 года. От первоначальной конструкции мало что осталось. До индустриализации Нилстон представлял собой разбросанное фермерское поселение, состоящее из ряда одноэтажных домов, многие из которых были крыты соломой. Некоторые виды домашнего ткачества осуществлялись с использованием местного льна. Энергия воды из близлежащих ручьев позволяла перемалывать кукурузу и создавала благоприятные условия для отбеливания льна.
Урбанизация и развитие Нилстона во многом связаны с промышленной революцией. Промышленная обработка текстиля началась в Нилстоне примерно в середине XVIII века со строительством нескольких хлопчатобумажных фабрик. В XVIII веке Нилстон стал центром отбеливания и печати на хлопке и ситце, которые затем переросли в прядильную и красильную промышленность и просуществовали до начала XX века. Хотя Нилстон известен как бывшая деревня мельниц, сельское хозяйство играло и продолжает играть важную экономическую роль. Ежегодная сельскохозяйственная выставка в Нилстоне является важным торговым и культурным событием для фермеров юго-западной Шотландии, которое проводится каждую весну.
Хотя тяжелая промышленность умерла во второй половине XX века, будучи частью густонаселённого Центрального Пояса Шотландии, Нилстон продолжал расти как пригородный поселок, чему способствовало его расположение между Пейсли и Глазго, примерно с 1000 человек в 1800 году до 5168 в 2001 году. Расширение продолжается за счет строительства нескольких новых жилых домов.